# 벙커버스터

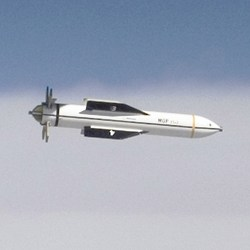
GBU-57 벙커버스터

벙커버스터(영어: bunker buster)는 폭탄으로 지하에 숨어있는 적군의 벙커 등을 무력화와 적의 공격에 대비한 특수 구조 강화 지하 구조물을 파괴하기 위해 개발되었다.
강화콘크리트(reinforced concrete,철근콘크리트(RC))에서 관통력이 60M 이상이다.

## 종류

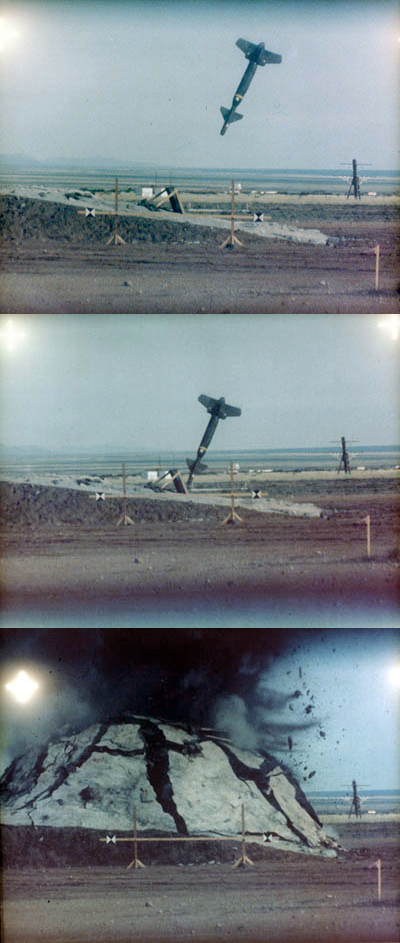
무기 시험에서 목표물을 타격하는 GBU-24 페이브웨이 III

- 강화 콘크리트 1.8 m 관통: BLU-109 Penetrator, GBU-10, GBU-15, GBU-24, GBU-27, AGM-130
- 강화 콘크리트 3.4 m 관통: BLU-116 Advanced Unitary Penetrator (AUP), GBU-15, GBU-24, GBU-27, AGM-130
- 강화 콘크리트 3.4 m 관통: BLU-118/B Thermobaric Warhead, GBU-15, GBU-24, AGM-130
- 5,000psi 강화 콘크리트 6 m 이상 관통: BLU-113 Super Penetrator, GBU-28, GBU-37
- 5,000psi 강화 콘크리트 60 m 관통: GBU-57

미국은 벙커버스터 실험에 5,000 psi, 10,000 psi 강화 콘크리트를 사용한다. 그러나 많은 상업용 건물에서는 13,000 psi에서 18,000 psi 정도의 강화 콘크리트를 사용한다.

## 대한민국
2014년 1월, 방위사업청은 GBU-28 벙커버스터 150기를 실전 배치했다면서, "산속 갱도에 설치된 북한의 장사정포 등 지하시설 무기를 무력화할 수 있는 능력을 보유하게 됐다"고 말했다.
2017년 9월 3일 북한 6차 핵실험으로, 트럼프 대통령은 한국의 사거리 800 km 현무-2C 탄도 미사일의 탄두중량을 무제한으로 하기로 동의하면서, 벙커버스터를 수출할 뜻을 밝혔다. 정확하게 어떤 모델인지는 보도되지 않았다.
한국은 GBU-57 벙커버스터를 탑재한 현무-2D를 개발할 계획이다. GBU-57 벙커버스터는 3만 파운드(14톤)의 초대형 폭탄으로서, 한국 공군이 150발 보유한 5천 파운드 GBU-28 벙커버스터 보다 6배나 무겁다. GBU-57는 전체무게가 14톤이지, 탄두인 폭약의 중량은 2.4톤인데, 현무-2D는 사거리 800 km에 탄두중량 2톤으로 개발할 것이다. 마하 8의 속도로 낙하하기 때문에, 강화 콘트리트 60 m를 관통하는 GBU-57 보다 3배의 파괴력과 지하 관통력을 가질 것이다. 북한은 상당수의 군사시설이 지하 100 m에 건설되어 있다고 알려져 있다. 보통 30층 아파트의 높이가 100 m 정도 된다. GBU-57은 무게가 14톤이나 되어서, 한국의 전투기들은 탑재가 불가능하다.

## 같이 보기
- 톨보이(영어판)
- 그랜드슬램 (폭탄)(영어판)
- 현무 (미사일)